# 주보언
주보 언, 또는 주부 언(主父偃, ? ~ 기원전 125년?)은 전한 중기의 관료로, 제국 임치현 사람이다.

## 생애

### 궁핍한 생활
종횡가의 학술과 《역경》·《춘추》를 익혔다. 제나라의 여러 유생과 사귀었으나 홀대받았고, 제나라 유생들이 서로 짜고 배척하였으므로 제나라에서 받아들여지지 않다. 집안이 가난하여 돈을 빌려 주는 사람도 없었고, 연나라·조나라·중산나라를 돌아다녔으나 아무도 후대해 주지 않아 몹시 곤궁하게 지냈다.

### 임관
원광 원년(기원전 134년), 제후에게 유세하는 것은 마땅치 않다고 생각한 주보언은 장안으로 가 위청에게 의탁하였다. 위청은 무제에게 여러 번 주보언을 추천하였으나 무제는 부르지 않았고, 주보언은 밑천이 다 떨어진 데다가 그곳에 머문 지도 오래 되었으므로 대부분의 사람들이 그를 싫어하였다. 그래서 주보언은 조정에 율령과 흉노 정벌에 관한 글을 올렸는데, 아침에 올리고 저녁에 부름을 받아 무제를 뵈었다.
무제는 주보언과 서악(徐樂)·장안(莊安)을 만나보고는 매우 기뻐하여 모두 낭중(郞中)으로 삼았다. 주보언은 그 후에도 계속 계책을 바쳐 일 년 만에 알자(謁者)·중랑(中郞)·중대부로 승진하였다.

### 횡포
어느 날, 주보언은 무제에게 간언하였다.
| “ | 옛 제후의 영지는 백 리 이내여서 다스리기 쉬웠으나 지금은 천 리에 이릅니다. 평화로운 시절에는 교만해지고 난잡한 일을 벌이며, 일이 급박해지면 강대한 자신의 봉지에 숨고 동맹을 맺어 조정을 거스릅니다. 법에 따라 봉토를 깎으면 예전의 조조처럼 반역의 빌미가 됩니다(오초칠국의 난). 지금 제후의 자제는 수십 명이나 되는데 적자 이외에는 봉지를 받지 못하며, 효를 다하는 도리가 펼쳐지지 않고 있습니다. 제후의 봉지를 나누어서 자제를 열후에 봉할 수 있게 하십시오[願陛下令諸侯得推恩分子弟以地侯之]. 제후들은 기뻐할 것이며, 이로써 봉국을 나눌 수 있게 됩니다. | ” |

무제는 주보언의 말을 따랐다. 이것이 이른바 추은령(推恩令)이다.
또 주보언은 무제의 능이 될 무릉(茂陵)에 천하의 호걸과 호족을 이주시킬 것을 진언하였고, 무제는 이 또한 따랐다. 이외에도 위황후를 들인 것과 연나라 왕 유정국의 사건을 폭로하는 데에도 공로가 있었다. 대신들이 주보언의 입을 두려워하여 바친 뇌물이 수천 금에 이르렀다. 어떤 사람이 주보언에게 횡포가 너무 심하다고 충고하니, 주보언이 말하였다.
| “ | 저는 젊어서부터 40년 넘게 떠돌며 배웠으나 뜻을 이루지 못했습니다. 부모님은 저를 자식으로 여기지 않고, 형제들은 저를 거두어 주지 않았으며 빈객들은 저를 버렸습니다. 저는 오랜 세월을 궁핍하게 지내 왔습니다. 대장부가 살아서 오정식(五鼎食)먹지 못한다면, 죽어서 오정에 삶길 뿐입니다. 해는 저물고 갈 길이 머니, 도리를 따르지 못하고 조급히 일하는 것입니다. | ” |

또 주보언은 삭방 땅이 비옥함을 들어 군을 설치할 것을 주장하였다. 공손홍이 이에 반대하였으나, 주보언이 그 편익을 강력히 주장하니 무제는 삭방군을 설치하였다.
한편 무제의 모후 왕태후에게는 자신의 전 남편과의 사이에서 얻은 딸 김속(金俗)이 있었는데, 김속이 유씨의 자식이 아닌 것을 평소 불쌍히 여겼다. 이에 김속의 딸 아(娥)를 제나라 왕 유차경에게 시집을 보낼 생각으로 제나라 출신 환관 서갑(徐甲)을 그곳으로 보냈다. 이때 주보언은 자신의 딸을 유차경의 후궁으로 들여보내고자 서갑에게 청탁을 하였는데, 제나라에서 거절하여 성사되지 않았고 주보언은 이 일로 제나라에 원한을 품었다. 한편 서갑은 조정으로 돌아와 왕태후에게 유차경이 그의 맏누이 기옹주(紀翁主)와 간통한 일을 아뢰었고, 왕태후는 다시는 혼사를 부탁하지 않았다.
이 소문은 무제에게까지 전해졌고, 원삭 연간에 주보언은 유차경이 음란하다고 무제에게 아뢰었다. 무제가 주보언을 제나라 재상으로 삼으니, 제나라에 부임한 주보언은 형제와 빈객을 모아 5백 금을 쪼개어 주고는 말하였다.
| “ | 내가 가난했을 때 형제는 나에게 의복과 밥을 주지 않았고, 빈객은 집 안으로 들어오지 않았다. 나는 이제 제나라 재상이 되었는데, 너희들은 수천 리 밖에서 와 나를 맞이하였다. 나는 너희들과 인연을 끊겠으니, 다시는 내 집 문에 드나들지 않도록 하라! | ” |

주보언은 유차경이 기옹주와 간통한 일을 가지고, 간통을 주선한 환관들을 처벌하는 등 유차경을 위협하였다. 유차경은 죄를 면할 길이 없다고 생각하고, 유정국처럼 처형될까 두려워 스스로 목숨을 끊었다.

### 몰락
이보다 앞서 주보언은 자신의 신분이 존귀해지니 연나라와 조나라의 비밀을 들추어내었다. 조나라 왕 유팽조는 주보언이 조나라에도 화를 끼칠 것이라 생각하여 글을 올려 주보언의 비밀을 아뢰려 하였으나, 그가 조정에 있었기 때문에 감히 그러지 못하였다. 마침 주보언이 제나라 재상이 되어 조정을 떠나니, 사람을 시켜 조정에 글을 올렸다.
| “ | 주보언은 제후들에게 뇌물을 받았습니다. 그래서 제후의 자제들 가운데 봉토를 받은 자가 많습니다. | ” |

얼마 후 유차경이 죽었고, 무제는 크게 노하여 유차경이 죽은 이유가 주보언 때문이라고 생각하여 옥에 가두고 감선으로 하여금 문초하게 하였다.
주보언은 뇌물을 받은 사실은 인정하였으나 유차경에게 자결을 종용하지는 않았다고 말하였다. 한편 어사대부 공손홍은 무제에게 간언하였다.
| “ | 제나라 왕이 스스로 목숨을 끊었는데, 후사가 없어 봉국이 사라지고 군으로서 조정에 편입되었습니다. 주보언은 그 원흉이니, 폐하께서 그를 죽이시는 것 말고는 천하에 사과할 방법이 없을 것입니다. | ” |

결국 무제는 주보언과 그 일족을 모두 죽였다.
주보언이 한창 세도를 부릴 때 빈객이 수천 명이나 되었는데, 그의 일족이 주멸된 후 아무도 시신을 거두려는 자가 없었다. 오직 효(洨) 사람 공차(孔車)만이 시신을 거두어 장사를 지내니, 무제는 공차를 덕망 있는 자라고 칭찬하였다.

## 저서
《주보언》 28편이 있었으나, 현전하지 않는다. 《설원》에 한 구절이 인용된 것만 확인된다.